# MASTERPIECE (エレファントカシマシのアルバム)
『MASTERPIECE』（マスターピース）は、エレファントカシマシの21枚目のオリジナル・アルバム。2012年5月30日にユニバーサルシグマ/A&Mから発売。

## 概要
前作『悪魔のささやき〜そして、心に火を灯す旅〜』以来1年7ヶ月ぶりの新作。ジャケットが異なる初回限定盤と通常盤でのリリース。初回盤はDVD付2枚組仕様で、先行シングルを含むアルバム収録曲のミュージック・ビデオを収録。

## 収録曲
全作詞・作曲：宮本浩次
1. 我が祈り
  - 編曲：宮本浩次
2. Darling
  - 編曲：宮本浩次
3. 大地のシンフォニー
  - 編曲：YANAGIMAN・宮本浩次
4. 東京からまんまで宇宙
  - 編曲：宮本浩次・蔦谷好位置
5. 約束
  - 編曲：YANAGIMAN・宮本浩次
6. ココロをノックしてくれ
  - 編曲：YANAGIMAN・宮本浩次
7. 穴があったら入いりたい
  - 編曲：宮本浩次
8. 七色の虹の橋
  - 編曲：宮本浩次
9. ワインディングロード
  - 編曲：宮本浩次・蔦谷好位置
10. 世界伝統のマスター馬鹿
  - 編曲：宮本浩次
11. 飛べない俺
  - 編曲：蔦谷好位置・宮本浩次

初回特典DVD（ミュージック・ビデオ集）
1. ワインディングロード
2. 東京からまんまで宇宙
3. 大地のシンフォニー
4. 約束
5. 穴があったら入いりたい